# Puccinia pittieriana
Puccinia pittieriana Henn. – gatunek grzybów z rodziny rdzowatych (Pucciniaceae). Grzyb mikroskopijny pasożytujący na roślinach z rodziny psiankowatych (Solanaceae). U ziemniaków wywołuje chorobę o nazwie rdza ziemniaka.

## Systematyka i nazewnictwo
Pozycja w klasyfikacji według Index Fungorum: Puccinia, Pucciniaceae, Pucciniales, Incertae sedis, Pucciniomycetes, Pucciniomycotina, Basidiomycota, Fungi.
Po raz pierwszy opisał go w 1904 r. Paul Christoph Hennings na żywych liściach ziemniaka Solanum tuberosum w Kostaryce i nadana przez niego nazwa naukowa jest ważna.

## Morfologia i rozwój
Jest to rdza jednodomowa (cały cykl rozwojowy odbywa się na jednym żywicielu), niepełnocykliczna (nie wytwarza wszystkich właściwych dla rdzy pełnocyklicznych rodzajów zarodników). Telia powstają przeważnie na dolnej stronie liści w gęstych grupach o średnicy do 5 mm. Są początkowo kasztanowe, później popielate, pojedyncze mają średnicę ok. 0,2–0,5 mm, ale często zrastają się w większe grupy. Teliospory 23–38 × 17–25 µm, elipsoidalne, zaokrąglone u góry i u dołu, lekko zwężone przy przegrodzie, o ścianie gładkiej, bladożółta do złotej, 1–2 µm grubości po bokach, 3–7 µm grubości u góry. Pory rostkowe naprzeciwko trzonka w górnej komórce, obok przegrody w dolnej komórce; trzonki szkliste do żółtawych, o długości do 60 µm, kruche i często krótsze. Mezospory występują sporadycznie.
Rozprzestrzenia się za pomocą przenoszonych przez wiatr bazydiospor. Pochodzą one głównie z wcześniej porażonych roślin uprawnych oraz dziko rosnących. Teliospory dojrzewają w ciągu 30–40 dni po inokulacji, kiełkują w ciągu godziny wytwarzając przedgrzybnię. Podstawki w temperaturach powyżej 15 °C zazwyczaj rosną wegetatywnie, a poniżej tej temperatury w ciągu 3–24 godzin w większości z nich powstają cztery bazydiospory. Uredinia rozwijają się i dojrzewają w ciągu 20–25 dni.

## Występowanie i siedlisko
Puccinia pittieriana występuje w Ameryce Południowej i Środkowej. Jej znanymi żywicielami są liczne dzikie i uprawne gatunki ziemniaka. Jest to jedyny grzyb rdzy, który infekuje pomidory. Jak do tej pory w Unii Europejskiej nie stwierdzono tego patogenu, został jednak w 1988 r. umieszczony na liście organizmów kwarantannowych, może bowiem porażać rośliny z rodziny psiankowatych także w chłodnych, wilgotnych regionach strefy umiarkowanej.